# Emmanuel Chatillon
Emmanuel Chatillon (né à Saint-Étienne le 6 juillet 1843 et mort à Brioude le 22 décembre 1919) était un industriel français qui inventa et fit breveter le procédé de traitement de l’antimoine par « grillage volatilisant » et développa l'extraction de ce métal en Auvergne, le long de la petite vallée de la Sianne. 

## Biographie
Emmanuel Chatillon possédait à l'origine une fonderie derrière la gare de Brioude, dans la Haute-Loire. En 1886, il créa une fonderie d'antimoine trente kilomètres plus au sud, au "Babory de Blesle, à proximité de la gare actuelle, sur les confins du massif du Cézallier, à la frontière des départements du Puy-de-Dôme, de le Haute-Loire et du Cantal. Nichée dans les gorges de l’Alagnon, l'usine est idéalement située, au confluent de la petite vallée de la Sianne. Le 16 avril 1888, il fit breveter un procédé permettant de traiter les minerais pauvres, très nombreux dans la vallée de la Sianne. Il a ainsi concurrencé pendant de nombreuses années Emmanuel Basse Vitalis, un autre exploitant d’antimoine, originaire de Saint-Etienne-sur-Blesle mais installé lui aussi comme fondeur au Babory de Blesle. 
Pour alimenter l'usine en matière première, Emmanuel Chatillon acquit les mines d'antimoine de la région de Massiac et Brioude, à La Bessade, Lubilhac et Ouche. Il obtint la concession des mines d'antimoine et autres minerais connexes de Conche (Cantal), par un décret du Président de la République du 20 avril 1893. Devenu propriétaire de ses propres installations minières en 1898, il lance en 1907 la construction de l’usine du "Babory de Blesle, qu'il appelle "la Fonderie d'antimoine d'Auvergne", pour laquelle il avait vendu deux ans plus tôt la mine d'antimoine de Conche, afin de se procurer les fonds. 
En 1913, Emmanuel Chatillon fit campagne pour l'avocat Paul Veysseyre, maire depuis 1908 de la petite commune de Fontannes, près de Brioude, qui est élu député de la Haute-Loire sous l'étiquette "Gauche démocratique", mais décède l'année suivante. Un peu avant la guerre, il a racheté à son concurrent direct Emmanuel Basse Vitalis l'autre usine de la vallée.